# Coleocephalocereus braunii
Coleocephalocereus braunii är en kaktusväxtart som beskrevs av Diers och Esteves. Coleocephalocereus braunii ingår i släktet Coleocephalocereus, och familjen kaktusväxter. Inga underarter finns listade i Catalogue of Life.
Arten är endast känd från delstaten Espírito Santo i Brasilien. Den växer nära källan av floden Rio Vitória. Nära fyndplatsen finns ett berg av gnejs och i närheten tropiska skogar.
Beståndet hotas av skogsröjningar och intensivt bruk av betesmarker. Omkring 1980 registrereades ungefär 1000 vuxna exemplar men fram till 2010 försvann ungefär 30 procent. Utbredningsområdet är mycket begränsat. IUCN listar arten som akut hotad (CR).